# Midnight Club 3: DUB Edition
Midnight Club 3: DUB Edition (укр. «Опівнічний клуб 3: DUB-видання») — відеогра в жанрі аркадних авто- та мотоперегонів, видана американською компанією Rockstar Games у 2005 для гральних консолей Xbox, PlayStation 2 і PlayStation Portable. Є третьою частиною серії Midnight Club. У 2006 році для Xbox та PlayStation 2 було випущено оновлене перевидання гри під назвою Midnight Club 3: DUB Edition Remix.
Як і попередні ігри серії, Midnight Club 3: DUB Edition зосереджується на вуличних перегонах у реальних містах. У режимі «Кар'єра» потрібно брати участь у нелегальних заїздах з метою отримання статусу кращого вуличного перегонника, у той час, як у режимі «Аркада» можна брати участь у всіх змаганнях в поодинокому або багатокористувацькому варіантах гри з можливістю налаштування умов змагань. У грі представлені міста Сан-Дієго, Атланта та Детройт, у яких гравцеві надано свободу пересування. У Midnight Club 3: DUB Edition вперше в серії використовуються ліцензовані автомобілі та мотоцикли, а також з'явилися можливості їх тюнінгу та стайлінгу.
Розробка Midnight Club 3: DUB Edition велася з 2003 року, після випуску Midnight Club II, американською студією Rockstar San Diego разом із британською компанією Rockstar Leeds. Під час створення нової частини Rockstar Games розвивали ідеї попередника, а також уклали партнерську угоду з автомобільним журналом DUB Magazine, завдяки якій розробники включили у гру велику кількість ліцензованого контенту. Ігрова преса позитивно зустріла Midnight Club 3: DUB Edition, відзначивши якісну графіку, музику та різноманітність режимів, але розкритикувавши рівень складності та проблеми з продуктивністю. Гру також відзначили кількома нагородами та номінаціями і її супроводжував комерційний успіх.

## Ігровий процес

Перегони типу «Circuit» в Сан-Дієго на ’64 Chevy Impala (знімок екрана версії для PSP). У Midnight Club 3: DUB Edition вперше в серії використано ліцензовані транспортні засоби, а також можливості їх тюнінгу та стайлінгу

Midnight Club 3: DUB Edition являє собою аркадну перегонну гру, виконану в тривимірній графіці. Гра зосереджується на вуличних перегонах. Дія відбувається у трьох реальних американських містах — Сан-Дієго, Атланті та Детройті. По кожному з міст гравцеві надано свободу пересування, також є зміна часу доби (ніч, ранок або сутінки) та погодних умов (ясно, туман або дощ/сніг). Дорогами в кожному місті роз'їжджають машини, а пішоходи йдуть тротуарами, які при спробі їх збити відбігають убік. Усі досягнення гравця — зайняті місця у перегонах, наявні транспортні засоби тощо — зберігаються у статистиці.

### Режими
Основним режимом є «Кар'єра» (англ. Career), в якому гравцю, як і в попередніх частинах серії, потрібно брати участь у змаганнях по міських дорогах, прагнучи отримати статус найкращого вуличного перегонника. У міру проходження відкриваються нові міста, транспортні засоби тощо. У цьому режимі в місті знаходяться димові шашки, зовнішній вигляд яких залежить від виду змагань — вуличні перегони, клубні перегони та турніри. Якщо гравець блимне дальнім світлом фар біля однієї з таких димових шашок, то розпочнеться змагання. У вуличних перегонах можна брати участь у будь-який час, багато разів і без обмежень — кожні пройдені перегони не впливає на прогрес гри та зникає, а замість неї з'являється нова в якійсь частині міста; іноді під час вільного пересування можуть з'явитися нові вуличні перегони, до димової шашки якої потрібно встигнути доїхати за обмежений час, інакше вона зникає. У клубних перегонах потрібен транспортний засіб, який задовольняє певним умовам, а кількість таких перегонів обмежена. Число турнірів теж обмежене, і вони складаються з декількох заїздів, що проходять по черзі, причому перезапустити наново можна лише весь турнір; після кожного заїзду, залежно від зайнятого місця, учасникам нараховується певна кількість очок, а перемагає у турнірі той, хто набрав у ньому більше очок за інших учасників. Окрім димових шашок, можна зустріти й самих вуличних перегонників, кожен з яких — член певного клубу, який кидає виклик після перших перемог над його учасником. Якщо під'їхати до одного з таких перегонників і мигнути йому дальнім світлом фар, він поїде в місце, де починаються перегони: гравцеві потрібно слідувати за ним, не віддаляючись на велику відстань, після чого виграти серію з декількох перегонів, в яких гравець одночасно змагається як з викликаним гонщиком, так і з ще кількома суперниками. Після завершення будь-якого заїзду, гравцеві нараховуються гроші, які згодом можна витратити на купівлю та покращення транспортних засобів; грошей дається більше у пропорції до кращого зайнятого місця. У деяких перегонах можна виграти призові транспортні засоби. У кожному місті знаходиться гараж: у Сан-Дієго його власником є Оскар (Девід Баррераа і Ванейк Ечеверріа, в Атланті — Ейпон (Декстер Тілліс), а в Детройті — Вінс (Кіфф Ванден-Гевел). Протягом гри власники гаражів надають головному герою, яким керує гравець, інформацію про вуличні перегони. Гаражі служать для вибору авто, тюнінгу та стайлінгу, купівлі та продажу транспортних засобів, яких можна придбати до 30 штук, а перед покупкою є можливість влаштувати тест-драйв. У кожному місті також є транспортні пункти, заїжджаючи в доки яких, можна переміститися в інше місто.
Заїзди в грі поділяються на безліч типів, кожен з яких має свої особливості, наприклад, в «Ordered Race» учасникам потрібно по черзі проїхати всі контрольні точки від старту до фінішу, а в «Autocross Races» гравець, сам повинен встановити заданий рекорд часу за кілька кіл на спеціально підготовленій огородженій трасі. Під час деяких перегонів, якщо порушити правила дорожнього руху, то за гравцем та його суперниками може погнатися поліція, яка намагатиметься зупинити порушників та перекривати дорогу загородженнями зі своїх машин. Для подолання перешкод на дорозі можуть бути встановлені трампліни. Після кожного заїзду можна переглянути його повтор. У режимі «Аркада» (англ. Arcade) гравець може вільно роз'їжджатися містами та знову брати участь у будь-яких заїздах, однак за участь у них не нараховуються гроші. У цьому режимі доступне самостійне налаштовування умов заїздів, наприклад, зміна інтенсивності дорожнього руху та кількості суперників. Крім цього, є типи заїздів, недоступні в «Кар'єрі», такі як «Capture the Flag» (захоплення прапора кількох різновидів, у тому числі командний), «Paint» (команди змагаються у зафарбовуванні димових шашок у свій колір) та «Frenzy» (умовно замкнутий заїзд на витривалість з примусовим рухом вперед і обмеженим часом, який поповнюється проїздом через контрольні точки). У більшості типів заїздів на дорогах міста, в якому проходить змагання, можна включити підсилювачі (наприклад ЕМЗ або захисний від суперників щит), які знаходяться в різнобарвних капсулах, що мають збиратися по місту. У грі є редактор перегонів, що дозволяє створювати змагання з різними маршрутами та умовами. Багатокористувацька гра представлена режимами з технологією розділеного екрана для двох гравців і грою через локальну мережу або через інтернет до восьми гравців. У мережевому режимі відстежуються результати та статистика гравців, які можуть створювати власні списки друзів і віртуальні перегонні клуби. Крім інших типів заїздів та вільного пересування по одному з міст, у багатокористувацькій грі є ексклюзивний тип змагання «Tag», де учасники змагаються в наборі очок, зароблених знаходженням біля того гравця, який в цей момент утримує прапор позначений як ’IT’. Створені в редакторі заїзди теж можна залучити в багатокористувацькій грі. Сервера для онлайн-гри були відключені 31 травня 2014 року у зв'язку із закриттям сервісу GameSpy, як наслідок, з цього моменту гра через Інтернет стала офіційно недоступною.

### Транспортні засоби
На відміну від попередників, автомобілі та мотоцикли у грі представлені ліцензованими моделями від відомих світових виробників. Транспортні засоби умовно поділяються на чотири класи: «D», «C», «B» і «A». Чим вище клас, тим кращі технічні характеристики, наприклад, максимальна швидкість та час перемикання передач. Кожен транспортний засіб відноситься до одного з восьми типів: тюнінг, седани, маслкари, суперкари, SUV/пікапи, чоппери, спортивні мотоцикли та особливі. Тип спеціальних транспортних засобів не поділяється на класи, і до нього належать поліційні автомобілі та мотоцикли, які можна використовувати лише в режимі «Аркада». Всі автомобілі та мотоцикли у грі, як і в попередній частині серії, мають такі здібності, як, наприклад, швидкий старт та перерозподіл ваги, але, на відміну від Midnight Club II, вони доступні з початку проходження. При зіткненнях, транспортні засоби зазнають пошкоджень, тяжкість яких показується на відповідному індикаторі — якщо цей індикатор заповниться, то транспортний засіб зупиниться і через кілька секунд відновить цілісний стан. При зіткненні з бензоколонкою на автозаправній станції перша вибухає, і транспортні засоби, які врізалися в бензоколонку, так і ті, що знаходяться поблизу, відразу виходять з ладу. При зануренні в досить глибоке водоймище, заїзд вважається програним, а вільна поїздка містом переривається. Її можна почати наново або повернутися в гараж. Якщо автомобіль перекинеться, то через кілька секунд він приземлиться на колеса, але без усунення пошкоджень. На мотоциклах легше маневрувати та проїжджати серед щільного міського трафіку, проте вони менш стійкі до зіткнень: при сильному ударі персонаж злітає з мотоцикла і знову опиняється на ньому лише за кілька секунд.
У гру були впроваджені три нові спеціальні здібності, кожна з яких відкривається в міру проходження клубних перегонів і доступна лише в поодиноких режимах для певних типів транспортних засобів: для тюнінгу, суперкарів і спортивних мотоциклів — «Зона» (Zone, на кілька секунд уповільнює час для оцінки ситуації на дорозі), для седанів, SUV/пікапів і особливих — «Агро» (Agro, дозволяє таранити інший транспорт без зниження швидкості протягом декількох секунд), а для маслкарів і чоперів — «Рев» (Roar, викликає ударну хвилю, на транспорт, який їде поруч). Для того, щоб пустити в дію ці здібності, необхідно заповнювати спеціальні осередки (максимальна кількість таких осередків — п'ять), що для кожної зі здібностей, заповнення досягається різними способами: для «Зони» необхідно їхати зі швидкістю не менше 30 км/г і при цьому без зіткнень (у разі ж зіткнень і/або їзди зі швидкістю менш ніж 30 км/г, відбувається спустошення не до кінця заповненого осередку), для «Агро» — зачіпати інший транспорт і збивати тендітні навколишні об'єкти (наприклад, дорожні знаки та сміттєві баки), а для «Рева» — утримувати транспортний засіб у керованому заносі. Кожне використання такої спеціальної здібності задіює один осередок, унаслідок чого він спустошується. Іншим значним нововведенням стали можливості тюнінгу та стайлінгу, які більшою чи меншою мірою можна зробити з будь-яким транспортним засобом; спочатку доступна обмежена кількість деталей, але в міру проходження гри відкриваються раніше заблоковані. Є можливість перейменувати модель транспортного засобу, а кожну з них можна дублювати і, тим самим, зберегти версії з різними варіантами модифікацій до 20 штук або поки не буде вичерпано обмеження на кількість придбаних автомобілів і мотоциклів. Крім того, у кожному з міст у прихованих, важкодоступних місцях можна знаходити логотипи компанії Rockstar Games, збирання яких відкриває доступ до деяких нових запчастин для транспортних засобів.

## Розробка гри

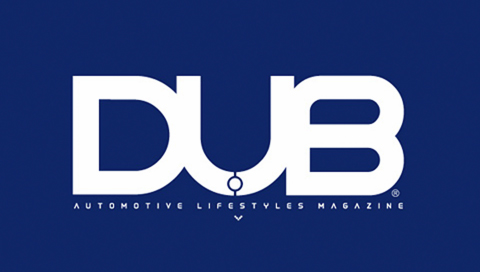
При створенні Midnight Club 3: DUB Edition розробники уклали партнерську угоду з журналом DUB Magazine, який вплинув на стиль та особливості гри, дозволивши включити до неї ліцензований контент

Розробка Midnight Club 3: DUB Edition розпочалася після виходу Midnight Club II. Як і у випадку з попередником, за створення гри була відповідальна студія Rockstar San Diego, яка розробляла продукт для консолей Xbox і PlayStation 2, спочатку як останній в трилогії Midnight Club. Творці нової частини уклали партнерську угоду з автомобільним журналом DUB Magazine, який консультував співробітників Rockstar Games щодо стилю нової гри. У Midnight Club 3: DUB Edition збережені основні риси попередників — вуличні перегони та поліційні погоні в реальних містах, але є й різні нововведення: вперше в серії представлені ліцензовані автомобілі та мотоцикли від відомих світових виробників, таких як Mercedes-Benz, Cadillac, Ducati, Mitsubishi, Chevrolet та багатьох інших. Крім цього, у грі також вперше в серії були реалізовані можливості тюнінгу та стайлінгу транспортних засобів, які включають заміну запчастин двигуна і ходової частини, деталей кузова, фарбування та вінілів; запчастини були ліцензовані такими виробниками, як Borla, TIS, BFGoodrich та іншими, і у грі мають ті ж ціни, що і їхні реальні аналоги. При цьому було обіцяно реалізацію повноцінних пошкоджень транспортних засобів, як і в попередніх частинах серії.
Як і в попередніх частинах серії, Midnight Club 3: DUB Edition розробники приділили велику увагу відкритому світу. За ігрові території були обрані міста Сан-Дієго, Атланта і Детройт. За словами творців, таке рішення було прийнято, оскільки дані міста зробили найзначніший вплив на розвиток американської естетики вуличних перегонів: Сан-Дієго є батьківщиною, популяризувала в країні вуличні перегони культури імпорт-тюнінгу, Атланта відома створенням у ній приголомшливих елементів кастомізації (особливо для SUV, преміальних седанів та лоурайдерів), а Детройт є автомобільною столицею США. Міста у грі були дещо зменшені, супроти своїх реальних аналогів, а їх дизайн був відтворений таким чином, щоб гравці могли отримати задоволення як від дослідження територій та неспішної їзди, так і від великої варіативності проходження перегонових заїздів, а також від високої швидкості. Крім того, кожне з міст у грі має унікальну структуру доріг: у Сан-Дієго переважають відкриті майданчики та довгі прямі ділянки, Атланта відрізняється горбистістю та різкими перепадами висот, а Детройту характерно багато вузьких вулиць, що потребують інтенсивнішого маневрування .
Вперше про плани розробки третьої частини серії Midnight Club стало відомо 29 жовтня 2003 від Take-Two Interactive. Офіційний анонс Midnight Club 3: DUB Edition відбувся 6 травня 2004 перед організацією виставки E3 2004. Розробники згодом викладали у мережі зображення, відеоролики та списки контенту з майбутньої частини серії. За словами творців, вони хотіли «показати в Midnight Club 3: DUB Edition всі аспекти американської автомобільної та мотоциклетної культури», покращити штучний інтелект віртуальних суперників, зробивши їх схожими за варіативностями проходження перегонових заїздів з реальними гравцями, а також реалізувати максимально великі можливості зміни транспортних засобів до окремих деталей у тому, щоб залучити велику ігрову авдиторію. Журналісти, крім іншого, відзначали, що представлені в Midnight Club 3: DUB Edition можливості модифікації транспортних засобів схожі на такі, які показані в телепрограмі «Повний фарш». Не менше уваги розробники приділили і онлайн-грі; одночасно до восьми людей з відкритим світом, новими режимами та можливостями створення віртуальних перегонових клубів. Midnight Club 3: DUB Edition створювалася на модифікованій версії рушія Angel Game Engine (AGE), використаного в попередніх частинах серії, що дозволило покращити деталізацію графіки та поведінку транспортних засобів на дорозі: так, наприклад, були значно вдосконалені ефекти частинок, розмиття в русі та налаштування параметрів керування.
У зв'язку з різним технічним оснащенням консолей у версіях відрізняється графіка, звук і функціонал, наприклад, Midnight Club 3: DUB Edition для Xbox, на відміну від версії для PlayStation 2, має підтримку гарнітур в мережевій грі, широкоформатного співвідношення сторін та прогресивної розгортки, а також для кожної з платформ використовується різна технологія відтворення багатоканального звуку (Dolby Pro Logic II й DTS Interactive — на PlayStation 2 та Dolby Digital — на Xbox). Версія Midnight Club 3: DUB Edition для портативної приставки PlayStation Portable, яка розроблялася спільно зі студією Rockstar Leeds, була анонсована 10 січня 2005; розробники хотіли використати весь потенціал портативної консолі для забезпечення кращого геймплею та кращої якості перегонової аркади. Видання для PlayStation Portable має додатковий режим «Швидкі перегони» (англ. Quick Race), який дозволяє брати участь у випадковому заїзді, однак, в даній версії немає пішоходів, відсутній редактор перегонів та спрощена графіка, а кількість гравців у мультиплеєрі, реалізованому по з'єднанню через Wi-Fi, зменшено з восьми до шести, що пов'язано з технічними обмеженнями приладу. За словами Гейтема Гаддада, виконавчого директора та співзасновника DUB Magazine, завдяки спільним зусиллям розробників та редакції журналу, Midnight Club 3: DUB Edition на PSP має чудовий вигляд і містить багато контенту та можливостей оригінальної версії для Xbox та PlayStation 2.

## Версії та випуски
Оригінальна версія Midnight Club 3: DUB Edition для приставок Xbox та PlayStation 2 вийшла 12 квітня 2005 року у Північній Америці та 15 квітня у Європі. За оформлення попереднього замовлення версії PlayStation 2 гравці безкоштовно отримували ексклюзивну тематичну футболку з малюнком в стилі гри. Видання Midnight Club 3: DUB Edition для PlayStation Portable вийшло 27 червня 2005 в Північній Америці, випуск же в Європі був затриманий до 1 вересня, оскільки розробники хотіли за цей проміжок часу розв'язати проблеми звукового супроводу та частоти кадрів; версія для PSP була перевидана у жовтні 2009 року у сервісі PlayStation Network.
У 2006 році версія для Xbox та PlayStation 2 була перевидана під назвою Midnight Club 3: DUB Edition Remix. За словами творчого віцепрезидента Rockstar Games, Дена Гаузера, таке рішення було прийнято завдяки комерційному успіху та позитивному сприйняттю оригіналу. У це перевидання було включено місто Токіо, яке містить окремі перегонні змагання зі своїми особливостями, що служить для продовження проходження гри. Крім цього, в Midnight Club 3: DUB Edition Remix були додані нові поодинокі та мережеві заїзди, транспортні засоби та музичні треки.
У вересні 2017 року на сайті американського рейтингового агентства Entertainment Software Rating Board (ESRB) з'явилася сторінка версії Midnight Club 3: DUB Edition для PlayStation 4: аналогічно іншим раніше випущеним для цієї консолі ігор від Rockstar Games з PlayStation 2, вона мала володіти графікою високої роздільної здатності та підтримкою трофеїв. Однак, жодних коментарів та інформації про випуск від Rockstar Games згодом не надійшло, і водночас розробка цієї версії офіційно не спростовувалась і не була скасована.

## Саундтрек
У Midnight Club 3: DUB Edition представлений ліцензований лейблами Underground Resistance, Submerge, Moving Shadow та іншими; саундтрек в жанрах рок, хіп-хоп, денсхолл, драм-н-бейс та техно, який включає композиції від відомих виконавців та груп, таких як Ash («Meltdown»), Pitbull («Dammit Man»), Шон Пол («Like Glue»), Noisia («Believe» і «Cold Veins»), M.I.A. («Denang» та «Fire Fire») та багатьох інших. За словами представників Rockstar Games, «співпраця з журналом DUB Magazine вплинула на музичний супровід гри, який порадує гравців як кількістю треків, так і різноманітністю їх стилів». У налаштуваннях можна вибрати улюблений жанр музики, треки якого будуть звучати під час змагань і їзди по місту. Для різних екранів — внутрішньоігрового відео, меню, завантажень, збереження та гаража — були використані окремі композиції, у тому числі інструментальні версії треків, що грають під час заїздів. Під час їзди та в гаражі можна змінювати композиції, вибираючи наступний або попередній трек. Крім цього, версія гри для PlayStation Portable має п'ять додаткових музичних композицій саундтреку, а версія для Xbox — підтримку користувальницької музики.
Покупці Midnight Club 3: DUB Edition, які оформили попереднє замовлення гри в мережі магазинів EB Games, отримували ліцензований лейблом Atlantic Records музичний промоальбом Joint Chiefs and Midnight Club 3 DUB Edition Custom Mix For Your Whip з трейлером Midnight Club 3: DUB Edition та тринадцятьма композиціями у жанрі хіп-хоп: частина з них використана у грі, більшість — виходили у складі відповідних альбомів або як сингли тих чи інших виконавців, а деякі — ексклюзиви саме для цього альбому.
| Joint Chiefs and Midnight Club 3 DUB Edition Custom Mix For Your Whip | Joint Chiefs and Midnight Club 3 DUB Edition Custom Mix For Your Whip | Joint Chiefs and Midnight Club 3 DUB Edition Custom Mix For Your Whip | Joint Chiefs and Midnight Club 3 DUB Edition Custom Mix For Your Whip |
| #                                                                     | Назва                                                                 | Виконавець                                                            | Тривалість                                                            |
| --------------------------------------------------------------------- | --------------------------------------------------------------------- | --------------------------------------------------------------------- | --------------------------------------------------------------------- |
| 1.                                                                    | «Gangsta»                                                             | Fabolous                                                              | 1:17                                                                  |
| 2.                                                                    | «Bump J»                                                              | Bump J                                                                | 1:41                                                                  |
| 3.                                                                    | «Victim»                                                              | Fat Joe                                                               | 1:43                                                                  |
| 4.                                                                    | «You Get It By»                                                       | Trey Songz                                                            | 1:23                                                                  |
| 5.                                                                    | «Tit 4 Tat»                                                           | Fabolous                                                              | 1:29                                                                  |
| 6.                                                                    | «Put It On Top»                                                       | Trina                                                                 | 1:33                                                                  |
| 7.                                                                    | «Suga (Gimme Some)»                                                   | Trick Daddy                                                           | 1:27                                                                  |
| 8.                                                                    | «You Dont Know Me»                                                    | T.I.                                                                  | 1:43                                                                  |
| 9.                                                                    | «Like A 24»                                                           | Twista                                                                | 1:39                                                                  |
| 10.                                                                   | «Wassup Beatrice»                                                     | Apathy                                                                | 1:25                                                                  |
| 11.                                                                   | «ASAP»                                                                | T.I.                                                                  | 1:49                                                                  |
| 12.                                                                   | «Tilted»                                                              | Lupe Fiasco                                                           | 1:07                                                                  |
| 13.                                                                   | «Turn Da Lights Off»                                                  | Tweet feat. Missy Elliott                                             | 1:29                                                                  |
| 19:45                                                                 |                                                                       |                                                                       |                                                                       |

## Відгуки
| Агрегатор    | Оцінка                                   |
| ------------ | ---------------------------------------- |
| GameRankings | 86,21 % (PS2) 85,78 % (XB) 74,50 % (PSP) |
| Metacritic   | 84/100 (PS2) 84/100 (XB) 74/100 (PSP)    |

| Видання                            | Оцінка                              |
| ---------------------------------- | ----------------------------------- |
| 1Up.com                            | 9/10 (PS2/XB) 8/10 (PSP)            |
| AllGame                            | (PS2/XB) · (PSP)                    |
| Edge                               | 6/10 (PS2/XB)                       |
| Electronic Gaming Monthly          | 8,67/10 (PS2/XB) 7,67/10 (PSP)      |
| Eurogamer                          | 7/10 (PS2/XB) 5/10 (PSP)            |
| G4                                 | 4/5 (PS2/XB)                        |
| Game Informer                      | 9,5/10 (PS2/XB) 8/10 (PSP)          |
| GamePro                            | (PS2/XB)                            |
| GameRevolution                     | B+ (PS2/XB) C (PSP)                 |
| GameSpot                           | 8,3/10 (PS2/XB) 7,3/10 (PSP)        |
| GameSpy                            | (PS2/XB) · (PSP)                    |
| GameTrailers                       | 9,1/10 (PS2/XB) 7,3/10 (PSP)        |
| GameZone                           | 9,4/10 (XB) 9,3/10 (PS2) 8/10 (PSP) |
| IGN                                | 9,2/10 (PS2/XB) 7,1/10 (PSP)        |
| Official U.S. PlayStation Magazine | 4/5 (PS2/PSP)                       |
| Official Xbox Magazine (США)       | 9/10 (XB)                           |
| PALGN                              | 9/10 (XB) 8/10 (PSP)                |
| Play                               | 8,5/10 (PS2/XB)                     |
| TeamXbox                           | 9,1/10 (XB)                         |
| VideoGamer.com                     | 8/10 (PS2/XB) 7/10 (PSP)            |
| Страна игр                         | 8,5/10 (PS2/XB) 7,5/10 (PSP)        |

Midnight Club 3: DUB Edition отримала позитивні відгуки від рецензентів. Журналісти високо оцінили різноманітність режимів, опрацьовані міста, великі онлайн-можливості та відмінний саундтрек, але розкритикували часті падіння частоти кадрів, затягнуту тривалість завантажувальних екранів та незбалансований рівень складності. На агрегаторі GameRankings гра має середню оцінку 86,21 % для PlayStation 2, 85,78 % — для Xbox та 74,50 % — для PlayStation Portable Схожа статистика опублікована на Metacritic — 84/100 для Xbox і PlayStation 2 і 74/100 — для PlayStation Portable.

### Ігрові можливості
Позитивні відгуки отримав ігровий процес. Рецензенти відзначили, що Midnight Club 3: DUB Edition може потішити гравців швидкими перегонами, які ніколи не стають нудними. Мет Леон (1UP.com) назвав Midnight Club 3: DUB Edition однією з найцікавіших перегонових ігор. Шон Сендерс (Game Revolution) назвав гру «до біса веселою» і позитивно поставився до різноманітності режимів. Критик сайту GameSpot, Алекс Наварро, похвалив режим «Кар'єра», що пропонує велику кількість перегонів у трьох реальних містах: «Midnight Club 3 — це глибока і приємна гра, яка певно задовольнить шанувальників жанру». Оглядач GameZone Анджеліна Сендовал була під враженням від «крутих» нових трюків та веселощів у режимі «Аркада». «Інтенсивним, глибоким і захопливим»; так геймплей назвав Дуглас Перрі, рецензент ресурсу IGN, який був задоволений поліпшеннями порівняно з попередньою частиною серії — ширшими вулицями й більшою кількістю хаосу на екрані під час перегонів. На думку Тома Оррі, оглядача VideoGamer.com, лише небагато ігор дають такі ж гострі відчуття, як Midnight Club 3: DUB Edition. Юрій Левандовський («Страна игр») назвав аркадний геймплей Midnight Club 3: DUB Edition захопливим і доведеним майже до ідеалу, а також похвалив добре передане почуття швидкості. Одностайно критики були задоволені тривалістю проходження гри понад 18 годин, завдяки чому, на думку рецензентів, Midnight Club 3: DUB Edition надовго захопить гравців. Не меншої похвали відзначилася і перевершує таку у своїх конкурентах онлайн-складова з великою кількістю свободи дій, режимів та можливостей. Так, Крістану Ріду (Eurogamer) сподобалася можливість змагатися через мережу з досвідченими гравцями, і він відзначив велику кількість режимів, як старих, так і нових, хоча, на його думку, лише в стандартні перегонові змагання захочеться грати неодноразово. Браян Вільямс, представник сайту GameSpy, назвав багатокористувацьку онлайн-гру «надійною», а функцію створення користувальницьких клубів — «класною». «Онлайн-матчі складають одну з основних сильних сторін гри» — таку думку про мережеві можливості залишив оглядач австралійського сайту PALGN під псевдонімом Karl W.
Високо рецензенти оцінили транспортні засоби та можливості їх модифікації у Midnight Club 3: DUB Edition. «Це перша гра, в якій я дійсно відчув прихильність до своєї модифікованої машини» — заявив Леон. Сендерс відніс до переваг гри винятковий список ліцензованих автомобілів і мотоциклів, а також їх доступні та великі можливості налаштування, в результаті зазначивши, що DUB добре впоралися зі своєю роботою. Наварро теж записав у плюси широкий вибір ліцензованих транспортних засобів, а можливості щодо їх настроювання назвав «можливо, найкращою особливістю гри». Оррі залишив позитивну думку про тюнінг і стайлінг, що дозволяє зробити автомобіль своєї мрії: «MC3 пропонує не зовсім ту ж саму глибину налаштування, що і NFS Underground 2, але інтерфейс користувача набагато простіший у використанні, а пропоновані запчастини більш ніж достатні для більшості гравців». Подібну думку залишив Перрі, який у своєму огляді згадав «відмінну візуалізацію меню модифікації», в якому вказується призначення кожної із запчастин. Сендовал похвалила DUB Magazine за надані в Midnight Club 3: DUB Edition стильні автомобілі та мотоцикли, а також можливості їхнього оновлення за допомогою великої кількості корисних деталей. Вільямс погодився з вказаними думками, похваливши чудове налаштування транспортних засобів, а також зауважив, що DUB краще реалізувала стиль імпорт-тюнінгу, ніж NFSU та інші подібні ігри. Karl W відзначив великий, різноманітний вибір транспортних засобів, а, говорячи про детальний тюнінг, він заявив, що «за допомогою DUB Magazine налаштування досягло високої точки». Нейт Ахерн, критик TeamXbox, вважав, що гравці проведуть у гаражі багато часу, а єдиною вадою назвав простоту трирівневого поліпшення продуктивності машин. Стриманий відгук про тюнінг і стайлінг залишив Рід, назвавши їх «втомливими» і не додають нічого цікавого до ігрового процесу, хоча і відзначив корисність численних модифікацій у мережевих режимах. Крім цього, критикам сподобалися різні спеціальні можливості транспортних засобів, серед яких є як нові, так і запозичені із попередньої гри серії.
Неоднозначні оцінки мала складність гри. Рід був розчарований штучним інтелектом суперників, який ніби піддається гравцеві, на відміну від Midnight Club II, що кидала виклик, і тому рекомендував гравцям насамперед онлайн-режим; при цьому було відзначено, що гравці, як і раніше, нерідко врізатимуться в будівлі й невдало входитимуть у повороти, а на найшвидших транспортних засобах їм доведеться «брати участь у лотереї з ухилення від трафіку», що, за словами рецензента, перетворює гру на «вправу з прибирання». Оглядач, крім іншого, зазначив, що суперники хоч і часто дають можливість обігнати себе, перебуваючи попереду гравця, але при цьому не дозволяють гравцеві, що лідирує, відірватися від них на велику відстань, через що в останніх випадках будь-яке зіткнення неподалік від фінішу веде до програшу. Левандовський зарахував пасивних суперників до мінусів гри. Протилежну думку залишив Леон, назвавши штучний інтелект «агресивним»: «Нерідко ви починаєте перегони попереду всіх, а потім бачите, як три Hummer одночасно проносяться повз вас через кілька секунд, розбиваючи решту транспорту на шляху до наступної стрілки покажчика повороту». Наварро зауважив, що новачкам спочатку буде важко перемогти в перегонових заїздах по відкритому світу, що часом може дратувати, але, на щастя, можна вивчити міста, щоб дізнатися про всі скорочення шляхів; З усім тим, найкращим моментом перегонів критик відзначив той факт, що складність ніколи не здається штучною, і гравець має можливість перемогти в перегонах хоч при скоєній помилці. За словами Перрі, Midnight Club 3: DUB Edition спочатку може здатися простим, але в міру проходження дедалі більше буде випробовувати навички гравців, особливо в Детройті з його «загостреною конкуренцією», однак було відзначено, що ШІ покращився, у порівнянні з попередніми частинами серії, і гравці можуть надолужити втрачені позиції в деяких перегонах, попри скоєні помилки. Позитивний відгук про складність залишив Вільямс, помітивши, що Midnight Club 3: DUB Edition пропонує величезний виклик (чому сприяють тривала кар'єра, хардкорні заїзди в режимі «Аркада» та суперники, які ніколи не проходять одну й ту саму гонку двічі однаково), але при цьому є доступнішою, ніж попередня гра серії.

### Технічна складова
Здебільшого похвальні оцінки отримала графіка. Оглядачі наводили в оглядах детальні моделі автомобілів, опрацьовані міста та красиві ефекти. Наварро похвалив «дуже деталізовані» автомобілі та «захопливе» почуття швидкості. Перрі зауважив, що з кількістю дій, що відбуваються на екрані, якість графіки візуально вражає: «у відділі візуальних ефектів Rockstar San Diego, схоже, довели Xbox і PlayStation 2 до межі своїх можливостей». Редакція IGN також порівняла між собою версії гри для цих платформ, відзначивши перевагу PlayStation 2 в ефектах частинок та якіснішими освітлення та відбивання над Xbox. Сендерс також відніс до плюсів «сліпуче почуття швидкості», підсумувавши, що гра справді виглядає блискуче. Вільямс назвав графіку в Midnight Club 3: DUB Edition чудовою, відзначивши високий рівень деталізації та великий розмір відкритих міст. На думку Сендовал, автомобілі мають добрий вигляд як у гаражі, так і в русі, а вулиці трьох міст красиво деталізовані і виглядають ще більш дивовижно в сутінках. Однак, рецензенти помітили у грі часті падіння частоти кадрів, які відносили до основних недоліків перегонної аркади. Перрі критикував «надто часті падіння FPS», звідки також виявляється інший недолік — невисока якість текстур цивільних машин, будинків і людей. Схожі проблеми з частотою кадрів помітив і Наварро (також згадавши, що вони помітніші у версії для PlayStation 2, і трохи меншою мірою — для Xbox): «у певних ситуаціях, наприклад, коли відбувається занадто багато аварій або включаються ефекти сильного дощу, гра значно уповільнюється». Вільямс також відзначив уповільнення кадрової частоти, особливо при інтенсивних заворушеннях на дорозі і погодних ефектах, але на тлі загальних графічних переваг назвав це незначною проблемою. Крім того, неоднозначною була реакція журналістів на час завантажувальних екранів. Так, Karl W відніс завантаження до недоліків, вважаючи, що вони довгі і значно «підводять» гру. Навпаки, позитивно час завантажень між заїздами оцінила редакція IGN, при цьому помітивши, що на PlayStation 2 воно трохи швидше — близько 14 секунд проти трохи понад 18 на Xbox.
Позитивні відгуки від критиків отримали музичний супровід гри та звукові ефекти. Ріду сподобався приємний саундтрек, який «виконаний хоч і не на будь-який смак, але заслуговує на похвалу». Подібну думку залишив Наварро, який зазначив, що хоча деякі пісні дивні й невідповідні, саундтрек загалом виконаний на відмінно; особливо відзначили «дивовижні» шуми двигунів і зіткнень, зокрема за умови використання об'ємного звучання. Сендовал схарактеризувала саундтрек як «дуже крутий», і звернула увагу на якісні звуки двигуна та навколишнього світу, що посилюють відчуття життя у містах. Перрі залишив суто позитивну думку про музику, заявивши, що це «з легкістю найкращий імпорт-тюнер гра на музичному фронті», а також похвалив якісну підтримку об'ємного звуку. «Саундтрек до гри, мабуть, найкращий з усіх, що я коли-небудь чув» — таку думку про музичний супровід Midnight Club 3: DUB Edition залишив Оррі, зауваживши, що представлена музика дійсно допомагає налаштуватися на проходження гри. Подібну думку висловив Karl W, зазначивши, що величезний саундтрек «оживляє» гру, а звуки транспортних засобів «обов'язково викличуть мурашки по спині будь-якого справжнього автомобільного фанатика». Ахерн написав, що звук Midnight Club 3: DUB Edition «фантастичний» і створює відчуття справжності субкультури імпорт-тюнерів, якій присвячена гра. Попри позитивні відгуки, до недоліків критики часто відносили озвучування персонажів, але відзначали, що воно стало кращим, ніж у попередніх частинах серії. Наварро назвав озвучування досі «неприродним», але, на щастя, діалогів у грі не так багато. З цією думкою погодилася Сендовал, сказавши, що озвучення посереднє. Не згоден із цими твердженнями був Перрі, загалом добре відгукнувшись про озвучування у грі, яке хоч і досить стереотипне, але реалістичне і викликає відторгнення. Позитивний відгук про озвучування залишив і Ахерн, відзначивши в ньому невелику кількість стереотипності, яка, однак, не дратує, а голоси акторів звучать «з солідним авторитетом».
Версію гри для PlayStation Portable критикували через численні технічні проблеми, як-от низьку частоту кадрів, дуже довгі завантаження і переривчасте звукове супроводження. Рід вважав, що такі ігри зовсім не підходять для портативних систем: час завантаження названо «жахливим», частота кадрів — «млявий», а звук — «заїкаючим». З цим погодився і Nix, оглядач сайту IGN, який оцінив портативну версію Midnight Club 3: DUB Edition, зазначив, що «це не черговий рівень портативних ігор»: час численних завантажень між перегонами перевищує 70 секунд, частота кадрів схильна до частого уповільнення, а якість відтворення звуку робить ефекти та голоси у грі майже нерозбірливими. Наварро вважав завантаження затягнутими, а «скрегочуща» частота кадрів, на його думку, робить почуття швидкості не разючим: «загалом це схоже на втрачену можливість» — так критик у своєму результаті відгукнувся про спробу Rockstar Leeds перенести на PSP повноцінну гру з домашніх консолей. Аналогічні проблеми із почуттям швидкості у версії для PSP відзначила редакція журналу Electronic Gaming Monthly. Бенджамін Тернер (GameSpy) назвав головними мінусами Midnight Club 3: DUB Edition для PSP «час завантажень з пекла» та відносно невисоку частоту кадрів. Леон, крім вищеназваних проблем, відзначив також у версії для PSP такий графічний недолік, як автомобілі, що іноді зливаються з темним фоном, і придорожні об'єкти, але в кінцевому підсумку гідно оцінив гру, тому що в іншому «тут дуже мало за що критикувати». У журналі Game Informer хоч і відзначили час завантажень як «кричущий» недолік, проте назвали Midnight Club 3: DUB Edition «воістину чудовою грою, і найкращою на PSP». У редакції Official U.S. PlayStation Magazine гру на PSP назвали «і технічним дивом і технічною катастрофою», але в цілому залишилися задоволені грою, заявивши: «Midnight Club 3 повністю стирає грань з іншими іграми про вуличні перегони, які нині доступні для PSP». Крім того, рецензент PALGN під псевдонімом Luke зазначив, що розробникам вдалося виправити переважну більшість проблем у PSP-версії гри під час її випуску в PAL-регіоні, зокрема зазначено, що час завантажень скоротився вдвічі.

### Нагороди та номінації
Midnight Club 3: DUB Edition здобула нагороду «Вибір редакції» від таких видань, як IGN та TeamXbox. За результатами виставки E3 2005, версія для PSP здобула нагороду в номінації «Найкраща перегонова гра». Аркада, крім цього, була номінантом на здобуття премій найкращої перегонової гри 2005 року від Spike TV Awards, а також видань IGN та «Країна ігор», та премії на церемонії MTV Video Music Awards 2005 у категорії «Найкращий відеоігровий саундтрек». 9 і 17 вересня 2005 року редакція IGN склала списки 10 кращих ігор для PlayStation 2 і Xbox відповідно: Midnight Club 3: DUB Edition зайняла в них 5-е і 7-е місця. Наприкінці 2008 року в спецвипуску «„Страна Игр“: Best — сборник всего „лучшего“» Midnight Club 3: DUB Edition була поміщена в список «200 кращих ігор в історії індустрії».

### Продажі
Midnight Club 3: DUB Edition здобула комерційний успіх. У перший тиждень після виходу аркада займала 5-й рядок з продажу серед новинок, а через два тижні — перше місце чарту відеоігрових продажів у Великій Британії. Через місяць у травні 2005 року продажі гри досягли 200 тисяч екземплярів. У липні версія для PlayStation Portable зайняла 9-й рядок відеоігрового чарту продажів (що також зробило її найпродаванішою грою для PSP за цей місяць і першою для PSP, що потрапила в топ-10 відеоігрових продажів), а для PlayStation 2 — 18-й рядок (8 рядок серед ігор для PlayStation 2); у вересні версія для PSP зайняла 7-мий рядок чарту продажів у Великій Британії. За 2005 рік було продано 733 тисячі примірників Midnight Club 3: DUB Edition для PlayStation 2, що дозволило аркаді зайняти 11-е місце в топі продажів ігор для цієї консолі за рік.
Станом на грудень 2007 року було продано понад 1 мільйон екземплярів версії гри для PlayStation 2, тоді як загальний продаж перевищив 5 мільйонів екземплярів.

## Вплив
Midnight Club 3: DUB Edition стала комерційно успішною грою та була повторно перевидана з додатковим контентом у 2006 році як Midnight Club 3: DUB Edition Remix. У грі вперше в серії були використані реальні ліцензовані автомобілі та мотоцикли, можливості їх тюнінгу та стайлінгу, а також зароблена в гоночних змаганнях внутрішньоігрова валюта. Видавництвом BradyGames випускалися книги, де містилося керівництво та додаткова інформація щодо гри.
Спочатку Midnight Club 3: DUB Edition замислювалася як остання частина трилогії Midnight Club. Однак, через успіх гри, а також подальшого бажання творців завершити свою роботу, повною мірою реалізувавши всі ідеї, у 2008 на Xbox 360 і PlayStation 3 вийшло продовження — Midnight Club: Los Angeles. У ньому можливості третьої частини були значно удосконалені відповідно до покращених технічних можливостей наступного покоління ігрових систем. Як і попередні частини серії, Midnight Club: Los Angeles отримала переважно позитивні відгуки з боку преси.